# (4197) Morphée
(4197) Morphée (désignation internationale (4197) Morpheus ; désignation provisoire 1982 TA) est un astéroïde Apollon découvert le 11 octobre 1982 par Eleanor F. Helin et Eugene M. Shoemaker.

## Nom
La désignation provisoire de l'astéroïde était 1982 TA. Il reçoit son nom définitif, Morphée (Morpheus en anglais), dans la MPC 91790 du 5 janvier 2015. La citation du nommage indique :
« Morpheus is a god of dreams who appears in Ovid’s “Metamorphoses”. He has the ability to mimic any human form and appear in dreams. Morpheus is also the name of one of the main characters (played by actor Laurence Fishburne) in “The
Matrix” movie trilogy. »
soit en français :

« Morphée est un dieu des rêves qui apparaît dans les Métamorphoses d'Ovide. Il a la capacité d'imiter n'importe quelle forme humaine et d'apparaître dans les rêves. Morpheus est aussi le nom d'un des personnages principaux (joué par Laurence Fishburne) dans la trilogie cinématographique Matrix. »

## Caractéristiques
Avec son orbite très excentrique, cet astéroïde Apollon coupe les orbites de Mars et de Vénus. Il mesure environ 1,7 km de diamètre.
En 1996, des astronomes de l'observatoire de Goldstone l'ont étudié par imagerie Doppler radar. Les images obtenues ne sont pas très claires, mais elles montrent que (4197) Morphée a une forme grossièrement triangulaire et une période de rotation d'environ 3 heures.